# Tillandsia pseudocardenasii
Tillandsia pseudocardenasii är en gräsväxtart som beskrevs av Wilhelm Weber. Tillandsia pseudocardenasii ingår i släktet Tillandsia och familjen Bromeliaceae. Inga underarter finns listade i Catalogue of Life.